# 北橋駅
北橋駅（ほっきょう-えき）は中華人民共和国上海市閔行区に位置する上海地下鉄5号線の駅である。

## 駅構造
- 相対式ホーム2面2線の高架駅。

## 歴史
- 2003年11月25日 - 開業。

## 隣の駅
上海軌道交通
■5号線
顓橋駅 - 北橋駅 - 剣川路駅
座標: 北緯31度02分49秒 東経121度24分19秒 / 北緯31.04699度 東経121.40541度